# Back from the Ruins
Back from the Ruins è il secondo album studio della band heavy metal italiana Vanexa, pubblicato per la Minotauro Records nel 1988.

## Tracce
Testi e musiche di Marco Spinelli, Roberto Merlone, Sergio Pagnacco, Giorgio Pagnacco e Silvano Bottari.
1. Midnight Wolves – 3:13
2. Bloodmoney – 3:01
3. Creation – 5:25
4. It's Over – 4:55
5. Hanged Man – 3:48
6. Night Rain on the Ruins – 4:39
7. We All Will Die – 3:13
8. Hiroshima – 3:30

## Formazione
- Marco Spinelli – voce
- Roberto Merlone – chitarra, cori
- Sergio Pagnacco – basso, cori
- Giorgio Pagnacco – tastiere
- Silvano Bottari – batteria, cori